# Platforma Republikańska
Platforma Republikańska (ukr. Республіканська платформа) – ukraińska centrowa partia polityczna. Do 2011 działała pod nazwą Ukraińska Partia Republikańska „Zjednoczenie” (ukr. Українська Республіканська Партія „Собор”, URP Sobor), następnie do 2015 funkcjonowała pod nazwą Ukraińska Platforma „Zjednoczenie” (ukr. Українська Платформа „Собор”, UP Sobor).

## Historia
Ugrupowanie powstało po wyborach parlamentarnych w 2002 z połączenia dwóch partii dotąd działających w Bloku Julii Tymoszenko. UP Sobor utworzyły:
- Ukraińska Partia Republikańska, założona w latach 70. przez ukraińskich dysydentów, kierowana przez Łewka Łukjanenkę;
- Ukraińska Ludowa Partia „Zjednoczenie”, założona w 1999 przez byłego przewodniczącego Partii Ludowo-Demokratycznej Anatolija Matwijenkę (który został nowym przewodniczącym partii).

Nowa formacja posiadająca 4 deputowanych do Rady Najwyższej pozostała w Bloku Julii Tymoszenko. W wyborach prezydenckich w 2004 ugrupowanie wsparło Wiktora Juszczenkę, a po jego zwycięstwie Anatolij Matwijenko objął funkcję premiera Autonomicznej Republiki Krymu.
Po rozpadzie koalicji rządowej na jesieni 2005 w partii doszło do rozłamu na zwolenników Julii Tymoszenko (m.in. Łewko Łukjanenko) i Wiktora Juszczenki (m.in. Anatolij Matwijenko). Prawa do partyjnej nazwy uzyskała druga z grup, a zwolennicy pierwszej odeszli z ugrupowania. W wyborach parlamentarnych w 2006 kandydaci tej formacji wystartowali z listy Bloku Nasza Ukraina, uzyskując 3 mandaty.
W przedterminowych wyborach parlamentarnych przeprowadzonych w 2007 URP Sobor weszła do prezydenckiej koalicji Nasza Ukraina-Ludowa Samoobrona. Do Rady Najwyższej VI kadencji wprowadziła dwóch deputowanych. W 2011 zjednoczyła się z partią Ukraińska Platforma, przyjmując nazwę Ukraińska Platforma „Zjednoczenie” (formalnie pozostając kontynuatorem dotychczasowego ugrupowania). Nowym przewodniczącym został Pawło Żebriwski, a Anatolij Matwijenko objął funkcję wiceprzewodniczącego. W 2015 doszło do kolejnej zmiany nazwy ugrupowania, które nie prowadziło aktywnej działalności.